# 小齒寬頜鯡
小齒寬頜鯡為輻鰭魚綱鲱形目鲱科的其中一種，分布於非洲塞內加爾至安哥拉的淡水流域，體長可達10公分，棲息在溪流、湖泊、水庫，夜行性，以昆蟲、小魚等為食，可做為食用魚。

## 擴展閱讀
維基物種上的相關：小齒寬頜鯡